# قائمة خلافات كأس العالم 2010
نتج عن بطولة كأس العالم لكرة القدم 2010 عدة خلافات ومواضيع جدلية منها ما حدث قبل بداية البطولة وأغلبها تمحور حول مستوى التحكيم.

## التصفيات

### فرنسا – إيرلندا
في مباراة الإياب من الدور الثاني من تصفيات أوروبا بين فرنسا وإيرلندا في 18 نوفمبر 2009 قام قائد منتخب فرنسا تييري هنري من دون أن يشاهده الحكم بلمس الكرة بيده مرتين بطريقة غير شرعية ليساهم في تحقيق هدف الفوز والتأهل إلى بطولة كأس العالم. الحادثة شككت في حملة اللعب النظيف الذي يدعمها الاتحاد الدولي لكرة القدم وأن يكون طاقم التحكيم على أعلى مستوى. طالب الاتحاد الايرلندي بإعادة المباراة لتأكيد أسس العدل ولكن الاتحاد الدولي رفض هذا الأمر وذلك حسب قوانين اللعبة. في 2 ديسمبر عقد الاتحاد الدولي اجتماع طاريء للجنة التنفيذية لمناقشة بعض المواضيع المستعجلة وموضوع حادثة هنري على رأس قامة جدول الأعمال. أعلن الاتحاد الدولي بأنه سيتجه إلى إدخال التكنولوجيا إلى مجال التحكيم وزيادة عدد الحكام ولكنهم لن يتسرعوا في تطبيق القرارات وأن يتم تجربتها في بطولة دوري أوروبا  ودوري الدرجة الممتازة الجنوب الأفريقي.

## التضحية بالحيوانات
قرار ذبح بقرة عند افتتاح الملاعب في بطولة كأس العالم سبب بعض القلق بالنسبة إلى جمعيات الرفق بالحيوان. وقالت جمعية ماخونيا الملكية بأن التضحية بالبقرة يعتبر عادة أفريقية أصيلة لمباركة البطولة.

## الدور الأول
في 18 يونيو 2010 أثناء إقامة مباراة سلوفينيا والولايات المتحدة احتسب الحكم كومان كوليبالي خطأ في الدقيقة 86 ضد الولايات المتحدة حيث نفذ الأمريكي موريس إديو ركلة حرة مباشرة نحو مرمى سلوفينيا مسجلا هدف ولكنه لم يحتسبه. وانتقد وسائل الإعلام الرياضية العالمية قرار الحكم والإعادة التلفزيونية أثبتت أن اللاعبين السلوفينيين قاموا بدفع اللاعبين الأمريكيين مما يدعوا إلى احتساب خطأ لصالح منتخب الولايات المتحدة. الهدف كان سيجعل منتخب الولايات المتحدة يفوز بنتيجة 3-2 بدلا من الاكتفاء بالتعادل الإيجابي 2-2. في نهاية المجموعة استطاع منتخب الولايات المتحدة احتلال المركز الأول في المجموعة الثالثة وتأهل إلى الدور الثمن النهائي على حساب منتخب سلوفينيا الذي احتل المركز الثالث.

## الدور الثمن النهائي
في 27 يونيو أقيمت مباراتين في الدور الثمن النهائي. في المباراة الأولى لم يحتسب الحكم هدف صحيح للانجليزي فرانك لامبارد في مرمى ألمانيا وفي المباراة الثانية احتسب الحكم الهدف الأرجنتيني الأول في مرمى المكسيك على الرغم من وقوع اللاعب الأرجنتيني في مصيدة التسلل مما أدى إلى تجدد الجدل حول استخدام تكنولوجيا خط المرمى.
سدد لاعب الوسط الإنجليزي لامبارد الكرة من خارج منطقة الجزاء حيث اصطدمت بالعارضة وسقطت في خلف الخط ثم قام الحارس الألماني مانويل نيوير بابعادها. الحكم المساعد ماوريسيو إسبينوسا والحكم خورخي لاريوندا لم يحتسبا الهدف ولكن الإعادة التلفزيونية أثبتت أن الكرة تخطت بالفعل خط المرمى وكانت النتيجة وقتها تأخر الإنجليز 1-2 وانتهت بخسارتهم بنتيجة 1-4.
سجل كارلوس تيفيز هدف للأرجنتين في مرمى منتخب المكسيك من موقع تسلل عندما كانت النتيجة 0-0 وعلى الرغم من منع الاتحاد الدولي لكرة القدم إعادة اللقطات على الشاشات الكبيرة داخل الملعب إلا أن القيمون على الملعب أعادوا اللقطة والتي بينت أن تيفيز متقدم بمسافة ياردة أو أكثر بقليل عندما مرر له ليونيل ميسي الكرة إليه. احتساب الهدف أثار احتجاج المكسيكيين ولكن الحكم الإيطالي روبيرتو روسيتي تمسك بقراره. في نهاية المباراة فازت الأرجنتين 3-1.
بعد عدة أيام اعترف رئيس الاتحاد الدولي جوزيف بلاتر بأخطاء الحكام الوضاحة في مباراتي إنجلترا أمام ألمانيا والأرجنتين أمام المكسيك وقدم اعتذاره إلى الاتحادين المكسيكي والإنجليزي.

## لمسة يد سواريز
في الدور الربع النهائي ابعد مهاجم الأوروغواي لويس سواريز الكرة بيده من على خط المرمى ليمنع هدف لصالح غانا في الدقيقة الأخيرة من الشوط الإضافي الثاني  مما أجبر الحكم على إشهار البطاقة الحمراء في وجهه ويطرده من الملعب ولكن مهاجم منتخب غانا أسامواه غيان أضاع ركلة الجزاء المحتسبة وفي النهاية فاز الأوروغواي 4-2 بركلات الجزاء الترجيحية.
بما أن منتخب غانا كان آخر منتخب أفريقي مشارك في البطولة فقد اعتبرت وسائل الإعلام الأفريقية سواريز عدو الشعب الأفريقي الأول  واتهمت المنتخب الأوروغواياني بالغش. سواريز بعدها لم يقدم اعتذاره عن الخطأ الذي قام به افتخر بما فعله واعتبر ما فعله انجاز لصالح منتخب بلاده. وانتقد الصربي ميلوفان راييفاتش مدرب غانا تصريح سواريز  بينما دافع عنه مدرب الأوروغواي أوسكار تاباريز. على الرغم من أن في إمكانية الاتحاد الدولي زيادة عدد المباريات التي سيوقف بها لاعب مطرود إلى كان مناف للسلوك أو ضد اللعب النظيف إلا أنه لم يفعل واكتفى حسب القانون بإيقافه لمباراة واحدة مما أثار الجدل هو مفهوم اللعب النظيف حيث قال مذيع هيئة الإذاعة البريطانية بول فليتشر أن جميع اللاعبين سيقومون بما فعله لتجنب الخسارة حتى لو كان على حساب اللعب النظيف والروح الرياضية.

## منتخب فرنسا
تعرض منتخب فرنسا لمتاعب كبيرة أدت إلى شقاق وانتقدت وسائل الإعلام بقوة كل من اللاعبين والمدربين. الأمر ناتج عن الخروج من الدور الأول من بطولة كأس الأمم الأوروبية لكرة القدم 2008 وتصفيات كأس العالم الصعبة والتي لم يتأهل إلى نهائياتها سوى عبر الوقت الإضافي في إياب الدور الثاني بتحقيق فوز مثير للجدل على إيرلندا. قبل بداية بطولة كأس العالم تم توجيه الاتهام إلى عدة لاعبين في صفوف المنتخب الفرنسي بالقيام بممارسة الزنا مع داعرة قاصرة كما أن الاتحاد الفرنسي اتفق مع المدرب ريمون دومينيك على عدم تجديد عقده بعد نهاية البطولة.
وجه المهاجم المخضرم نيكولا أنيلكا اتهام صريح إلى المدرب بتسببه المباشر في الخسارة من المكسيك بثلاثية نظيفة  ونتيجة لذلك تم إرسال أنيلكا إلى بلاده بعدما رفض الاعتذار للمدرب عن ما قاله. في اليوم التالي صورت الكاميرا بطريقة خفية مشادة بين قائد منتخب فرنسا وظهيرها الأيسر باتريس إيفرا والممرن روبرت دوفيرن مما أدى إلى تدخل اللاعبين. قرر اللاعبون مقاطعة تدريب واحد احتجاجا على قرار الاتحاد الفرنسي على استبعاد أنيلكا وكرد فعل على ما حدث قرر المدير الإداري جان لويس فالينتين تقديم استقالته الفورية.
بطلب من الرئيس الفرنسي نيكولا ساركوزي عقدت وزيرة الرياضة روزيلين باشيلو اجتماع مع اللاعبين من أجل رفع الروح المعنوية ونتج عن هذا الاجتماع اعتراف اللاعبين خصوصا الصغار في السن بغلطتهم وقدموا اعتذارهم للمدرب وعادوا للتدريبات في اليوم التالي بينما تم استبعاد إيفرا من القائمة.
بعد الخسارة في المباراة الثالثة أمام جنوب أفريقيا المستضيف رفض دومينيك مصافحة المدرب البرازيلي كارلوس ألبرتو بيريرا  وتعرض دومينيك للانتقاد الشديد من وسائل الإعلام الفرنسية متهمين إياه بالغطرسة وازدراء الآخرين.
عادت بعثة منتخب فرنسا على الدرجة الاقتصادية وقدم رئيس الاتحاد الفرنسي جان بيير إيسكاليت استقالته  مع مطالبته بعدم استدعاء أنيلكا مجددا لصفوف المنتخب الفرنسي.
قرر رئيس الاتحاد الفرنسي الجديد استبعاد جميع اللاعبين الثلاثة والعشرين المشاركين في بطولة كأس العالم من الاستدعاء لخوض المباراة الودية أمام النرويج في أغسطس 2010  كما تم استبعاد 5 لاعبين الأكثر تأثيرا في الأحداث الماضية وهم نيكولا أنيلكا، باتريس إيفرا، جيريمي تولالان، فرانك ريبيري، وإريك أبيدال وتم تشكيل لجنة تحقيق التي طلبت عقد جلسة استماع للاعبين الخمسة حول ما حدث في 17 أغسطس 2010 قبل إيقاع العقوبات عليهم أو تبرئتهم. والتهم الموجه كانت كالتالي : أنيلكا قائد الاضطراب، إيفرا وريبيري كونهما قائد ونائب القائد الذين فشلا في إيجاد حل سريع ومنع ما حدث، تولالان لأنه كتب البيان الرسمي الصادر عن دومينيك، وأبيدال لأنه رفض لعب المباراة الثالثة. بعد جلسة الاستماع حقق لجنة التحقيق منع أنيلكا من اللعب لصالح منتخب فرنسا 18 مباراة دولية، إيفرا 5 مباريات، ريبيري 3 مباريات، تولالان مباراة واحدة، وأبيدال نجى من العقاب. رفض أنيلكا العقوبة واعتبره اعتزال دولي.